# Elisabeth von Grunelius
Elisabeth Marie Adelheid von Grunelius (* 15. Juni 1895 in Kolbsheim, Elsass; † 3. Oktober 1989 in Schopfheim) war eine deutsche Pädagogin. Sie gilt als „Urkindergärtnerin der Waldorfpädagogik“ in Deutschland. Ferner hat sie die Entwicklung der Waldorfpädagogik in den USA maßgebend beeinflusst. Elisabeth von Grunelius war ein Mitglied der Bankiersfamilie Grunelius aus Frankfurt am Main.

## Leben
Elisabeth Marie Adelheid war das vierte von sechs Kindern des Eisenhüttenwerk- und Schlossgutbesitzers Maurice (Moritz) Edouard (Eduard) von Grunelius (1863–1920), der 1908 in den Adelsstand (Briefadel) erhoben wurde, und dessen Ehefrau Emma Virginie Freiin von Türckheim (1867–1955). Zusammen mit ihren Geschwistern erhielt sie Privatunterricht. 
In Bonn absolvierte Elisabeth von Grunelius dann die Klostermannsche Höhere Mädchenschule und anschließend das dazugehörende Comenius-Kindergärtnerinnenseminar, das ganz im Sinne der Fröbelpädagogik ausbildete. 1914 legte sie die staatliche Kindergärtnerinnenprüfung ab. Es folgte ein kurzer Aufenthalt in Dornach, wo sie sich an der Ausarbeitung der Holzplastiken, an den Sockeln und Architraven des ersten Goetheanums mit Hammer und Meißel beteiligte. Folgend arbeitete sie in Berlin als Erzieherin in einem privaten Kinderhort. Anschließend ließ sie sich am renommierten Pestalozzi-Fröbel-Haus zur Jugendleiterin ausbilden und legte 1918 erfolgreich das Examen ab.
Nach der Jugendleiterinnenausbildung ging Elisabeth von Grunelius nach Stuttgart. Dort sollte der neu gegründeten Waldorfschule ein Kindergarten unter ihrer Leitung angeschlossen werden. Doch erst Ostern 1926 konnte der erste deutsche Waldorfkindergarten seiner Bestimmung übergeben werden. Diesen leitete Elisabeth von Grunelius, bis er 1938 von den Nazis verboten wurde.
Nachdem die Waldorfpädagogik verboten worden war, ging Elisabeth von Grunelius in die USA. Dort gründete sie in Kimberton/Pennsylvania einen Waldorfkindergarten und eine Waldorfschule. Beide Einrichtungen wurden von ihr geleitet. Ferner errichtete sie 1948 einen Waldorfkindergarten auf dem Campus des Adelphi College in Garden City bei New York, dem bald eine Waldorf Demonstration School folgte. 1950 publizierte Elisabeth von Grunelius ihre in Deutschland und in den USA gesammelten Erfahrungen unter dem Titel Early Childhood Education and the Waldorf School Plan (auf Deutsch 1955 als Erziehung im frühen Kindesalter erschienen). Darin vermerkte sie über die pädagogische Konzeption des Waldorfkindergartens:
Die Erziehung in einem Waldorf-Kindergarten ist überall bemüht zu vermeiden, in die freie natürliche Entfaltung des kindlichen Wesens einzugreifen und es aus dem Gleichgewicht seiner noch traumhaften Bewußtseinshaltung herauszureißen; andererseits überläßt sie das Kind nicht sich selbst, sondern gibt eine Führung, ja eine sorgfältige Führung, aber mit den rechten Mitteln von Vorleben und Nachahmung.
1954 kehrte Elisabeth von Grunelius nach Europa zurück und rief in Paris einen Waldorfkindergarten ins Leben. Anfang der 1960er Jahre übersiedelte sie nach Stuttgart, 1970 nach Dornach. Im Jahre 1969 wurde sie zur Ehrenvorsitzenden der Internationalen Waldorfkindergartenvereinigung e.V. gewählt. Die letzten Lebensjahre verbrachte Elisabeth von Grunelius in einem Altenheim in Schopfheim.

## Werke
- Erziehung im frühen Kindesalter. Der Waldorf-Kindergarten. Die Kommenden, Freiburg im Breisgau 1955.; 4. Auflage: Novalis-Verlag, Schaffhausen 1980, ISBN 3-7214-5001-9.
- Das Wesen des kleinen Kindes (mit Helmut von Kügelgen). Vereinigung der Waldorfkindergärten, Stuttgart 1971.